# Tututni
|  | Per a altres significats, vegeu «tututnis». |

El tututni (Dotodəni), també conegut com a Coquille i (baix) riu Rogue, és una llengua atapascana extingida parlada antigament pels ko-kwel (un dels pobles Rogue River) del sud-oest d'Oregon. En 1961 en quedaven deu parlants; "l'últim parlant fluent va morir en1983." És una de les quatre llengües que pertanyen al grup atapascà d'Oregon de les llengües atapascanes de la costa del Pacífic.
Els seus dialectes eren Coquille (Upper Coquille, Mishikhwutmetunee), parlat a l'alt riu Coquille; tututni (tututunne, chemetunne, chetleshin, khwaishtunnetunnne); Euchre Creek, i Chasta Costa (riu Illinois, Šista Qʼʷə́sta).